# ATS–2
ATS–2 amerikai alkalmazás-technológiai műhold.

## Küldetés
Kísérleti műhold, mikrogravitációs körülmények között tesztelték a teljes űreszköz indító és beépített (kommunikációs, meteorológiai (felhőkép készítő kamera), navigáció és a működést biztosító kiegészítő) eszközeit, valamint a földi megfigyelési rendszerek üzemképességét.

## Jellemzői
Tervezte, építette és üzemeltette a NASA.
Megnevezései: ATS–2 (Applications Technology Satellite); ATS–A;COSPAR: 1967-031A. Kódszáma: 2743.
1967. április 6-án Floridából, a Kennedy Űrközpontból (KSC), a LC–12 (LC–Launch Complex) jelű indítóállványról egy Atlas–Agena D (SLV-3) hordozórakétával – RPM–481 (Research Payload Module 481) társműholddal – állították közepes magasságú Föld körüli pályára. Az orbitális pályája 218,80 perces, 28,4 fokos hajlásszögű, a geocentrikus pálya perigeuma 178 kilométer, az apogeuma 11 124 km volt.
Technikai okok miatt a hordozórakéta utolsó fokozata nem tudta pályamagasságba emelni. Stabilitása nem sikerült, az űreszköz bukfencezett. Hengeres felépítésű, átmérője 142, magassága 183 centiméter. Tömege 370 kilogramm. Műszerei részecske, elektromos- és mágneses mező méréseket végeztek. Forgás-stabilizált űreszköz. Az űreszközre kettő napelemet építettek, éjszakai (földárnyék) energia ellátását nikkel-kadmium akkumulátorok biztosították.
1969. szeptember 2-án, 880 nap után belépett a légkörbe és megsemmisült.